# Washington Redskins 1989
La stagione 1989 dei Washington Redskins è stata la 58ª della franchigia nella National Football League e la 53ª a Washington. La squadra salì da un record di 7-9 a 10-6 ma ciò non fu sufficiente per centrare la qualificazione ai playoff.

## Roster
| Roster dei Washington Redskins nel 1989 |
| --- |
| Quarterback - 11 Mark Rypien - 16 Stan Humphries - 17 Doug Williams Running Back - 25 Reggie Dupard - 30 Joe Mickles - 22 Jamie Morris Wide Receiver - 84 Gary Clark - 24 Carl Harry - 80 Joe Johnson - 81 Art Monk - 83 Ricky Sanders Tight End - 86 Mike Tice - 85 Don Warren Offensive Linemen - 53 Jeff Bostic C - 68 Russ Grimm G - 59 Dave Harbour C - 66 Joe Jacoby T - 79 Jim Lachey T - 73 Mark May G Defensive Linemen - 74 Markus Koch DE - 72 Dexter Manley DE - 71 Charles Mann DE - 99 Tracy Rocker DT - 60 Fred Stokes DE Linebacker - 50 Ravin Caldwell - 51 Monte Coleman - 57 Don Graham - 91 Greg Manusky - 52 Neal Olkewicz Defensive Back - 34 Brian Davis CB - 28 Darrell Green CB - 41 Chris Mandeville - 31 Clarence Vaughn - 40 Alvin Walton SS - 20 Herb Welch S - 45 Barry Wilburn Special Team - 8 Chip Lohmiller K - 2 Ralf Mojsiejenko P |
| Legenda - I rookie sono in corsivo. - Il primo ruolo è il principale mentre gli eventuali successivi indicano i ruoli secondari. - (IR) sta per Injured Reserve ed indica la lista ristretta per un solo giocatore infortunato che può tornare ad allenarsi dopo la settimana 6 e a rientrare in prima squadra dopo che questa ha giocato 8 partite. - (NF-Inj.) / (NF-Ill.) stanno rispettivamente per Non-Football Injured e Non-Football Illness ed indicano le liste dove viene inserito un giocatore che ha un infortunio o una malattia non dipendente dal football americano. - (PUP) sta per Physically Unable to Perform ed indica la lista dove viene inserito un giocatore mentre è in attesa di recuperare la condizione fisica. Nella stagione regolare dopo la sesta partita giocata dalla propria squadra, il giocatore ha tempo tre settimane per riprendere ad allenarsi, più tre settimane aggiuntive dal suo rientro agli allenamenti per rientrare in prima squadra. |

## Calendario
| Stagione regolare |              |                        |           |        |                               |          |         |
| Turno             | Data         | Avversario             | Risultato | Record | Stadio                        | Pubblico | Sintesi |
| 1                 | 11 settembre | New York Giants        | S 24–27   | 0–1    | RFK Stadium                   | 54,160   | Recap   |
| 2                 | 17 settembre | Philadelphia Eagles    | S 37–42   | 0–2    | RFK Stadium                   | 53,493   | Recap   |
| 3                 | 24 settembre | at Dallas Cowboys      | V 7–30    | 1–2    | Texas Stadium                 | 63,200   | Recap   |
| 4                 | 1 ottobre    | at New Orleans Saints  | V 16–14   | 2–2    | Louisiana Superdome           | 64,358   | Recap   |
| 5                 | 8 ottobre    | Phoenix Cardinals      | V 30–28   | 3–2    | RFK Stadium                   | 53,335   | Recap   |
| 6                 | 15 ottobre   | at New York Giants     | S 17–20   | 3–3    | Giants Stadium                | 76,245   | Recap   |
| 7                 | 22 ottobre   | Tampa Bay Buccaneers   | V 32–28   | 4–3    | RFK Stadium                   | 53,862   | Recap   |
| 8                 | 29 ottobre   | at Los Angeles Raiders | S 24–37   | 4–4    | Los Angeles Memorial Coliseum | 52,781   | Recap   |
| 9                 | 5 novembre   | Dallas Cowboys         | S 3–13    | 4–5    | RFK Stadium                   | 53,187   | Recap   |
| 10                | 12 novembre  | at Philadelphia Eagles | V 10–3    | 5–5    | Veterans Stadium              | 65,443   | Recap   |
| 11                | 20 novembre  | Denver Broncos         | S 10–14   | 5–6    | RFK Stadium                   | 52,975   | Recap   |
| 12                | 26 novembre  | Chicago Bears          | V 38–14   | 6–6    | RFK Stadium                   | 50,044   | Recap   |
| 13                | 3 dicembre   | at Phoenix Cardinals   | V 29–10   | 7–6    | Sun Devil Stadium             | 38,870   | Recap   |
| 14                | 10 dicembre  | San Diego Chargers     | V 26–21   | 8–6    | RFK Stadium                   | 47,693   | Recap   |
| 15                | 17 dicembre  | at Atlanta Falcons     | V 31–30   | 9–6    | Atlanta–Fulton County Stadium | 37,501   | Recap   |
| 16                | 23 dicembre  | at Seattle Seahawks    | V 29–0    | 10–6   | Kingdome                      | 60,294   | Recap   |

## Classifiche
| NFC East               |    |    |   |      |     |      |     |     |     |
|                        | V  | S  | P | %    | DIV | CONF | PF  | PS  | STR |
| New York Giants(2)     | 12 | 4  | 0 | .750 | 6–2 | 8–4  | 348 | 252 | V3  |
| Philadelphia Eagles(4) | 11 | 5  | 0 | .688 | 7–1 | 8–4  | 342 | 274 | V1  |
| Washington Redskins    | 10 | 6  | 0 | .625 | 4–4 | 8–4  | 386 | 308 | V5  |
| Phoenix Cardinals      | 5  | 11 | 0 | .313 | 2–6 | 4–8  | 258 | 377 | S6  |
| Dallas Cowboys         | 1  | 15 | 0 | .063 | 1–7 | 1–13 | 204 | 393 | S7  |